# Forsterygion
Forsterygion es un género de peces de la familia Tripterygiidae en el orden de los Perciformes.

## Especies
Existen las siguientes especies en este género:
- Forsterygion capito (Jenyns, 1842)
- Forsterygion flavonigrum (Fricke & Roberts, 1994)
- Forsterygion gymnotum (Scott, 1977)
- Forsterygion lapillum (Hardy, 1989)
- Forsterygion malcolmi (Hardy, 1987)
- Forsterygion maryannae (Hardy, 1987)
- Forsterygion nigripenne (Valenciennes, 1836)
- Forsterygion varium (Forster, 1801)